# Bệnh đậu gà
Bệnh đậu gà (Tiếng Anh: Fowl pox) là một bệnh truyền nhiễm do virus gây ra, bệnh thường xảy ra ở gà từ 25-50 ngày tuổi với những biểu hiện phổ biến là ở các niêm mạc mắt, miệng mọc mụn "bâu", mụn chín chảy mủ làm loét các niêm mạc, bệnh nặng biến chứng làm mù mắt, tiêu chảy, viêm phổi, giảm tăng trọng, tăng tỷ lệ chết trong đàn.

## Nguyên nhân
Bệnh do một loại virus thuộc nhóm pox viruses gây nên. Virus này có khả năng tồn tài dài trong điều kiện thời tiết môi trường khác nhau, chịu được khô hanh, ẩm ướt và ánh sáng cả trong mùa rét. Ruồi, muỗi và các côn trùng khác là những vật trung gian truyền bệnh. Virus có thể sống 56 ngày trong cơ thể muỗi và được truyền cho gà qua vết muỗi cắn. Bên cạnh đó, nếu gà khoẻ có vết xước ở da mà tiếp xúc với gà bị bệnh thì có nguy cơ mắc bệnh cao. 
Virus diệt dễ dàng khi phun hơi nóng ẩm; formol 3% ở 20 °C và dung dịch Iodin 1% làm chết virus, phenol 5% chỉ 30 phút để làm chết virus. Bệnh đậu gà ủ bệnh từ 4 - 10 ngày.

## Biểu hiện bệnh
Bệnh đậu gà có ba dạng:
- Dạng khô: đậu mọc ở da, tại những chỗ không có lông, bao gồm cả ở hậu môn, da trong cánh, mào, mép, quanh mắt, chân,... Mụn lúc đầu sưng tây màu hồng nhạt hoặc trắng, sau chuyển tím sẫm dần, mụn khô đóng thành vẩy dễ bong. Khi gà mắc bệnh vẫn có thể ăn uống nhưng kém hơn bình thường, gà hay lắc đầu, vẩy mỏ do các mụn vẩy, khi chữa khỏi gà phát triển bình thường, có thể chết nhưng rất ít.
- Dạng ướt (difteria): đậu mọc ở niêm mạc, bắt đầu viêm ca ta ở miệng, họng, thanh quản, gà ho, vẩy mỏ. Vết viêm loang dần thành các nốt phồng, niêm mạc màu hồng chuyển sang đỏ sẫm, dày dần lên và sau cùng tạo thành các lớp màng giả dính chặt vào niêm mạc, gà ăn uổng và thở rất khó khăn. Bên ngoài, gà có biểu hiện sưng mặt, sưng tích, phù thũng, mắt gà viêm có ghèn, nhớt, dần dần mắt bị lồi do tích tụ các chất đó trong hốc mắt. Mũi gà bị viêm, chảy nước mũi rồi đặc quánh lại, mặt gà sưng to. Gà mắc bệnh không ăn uống được, gầy và bị chết tỷ lệ cao.
- Một số trường hợp gà bị đậu cả hai dạng kết hợp (dạng khô và dạng ướt).

## Phòng bệnh
Chủng vacxin đậu cho gà tại các thời điểm: 7 (hoặc 14) và 112 ngày tuổi, khi chủng sử dụng kim chỉ khâu có nhúng vắc xin đâm xuyên qua màng cánh của gà.
Thường xuyên vệ sinh chuồng, trại, khu chăn nuôi sạch sẽ khô ráo, thoáng mát; chăm sóc nuôi dưỡng tốt để nâng cao sức đề kháng; đồng thời diệt ruồi muỗi theo định kỳ.